# Mörkrets salar
Mörkrets salar är en fiktiv plats skapad av Angie Sage.

## Information
I Mörkrets salar är allting spegelvänt, men man klarar sig bra om man tar åt vänster (alltså det man tror är åt höger). Salarna har av en författare kallats "Klagans oändliga slott". Allt man vet i Borgen om Salarna är legender eller skrifter grundade på de ofta sinnessjuka magiker som lyckats ta sig ur Salarna. I Salarna finns många spöken som spolats ned i Virveln och dött av drunkning nere i Salarna.
När man kommit ned i Salarna kommer man till ett rum fyllt av vatten. Septimus Heap klarade att överleva där i en kort tid genom sin mörka maskering. Därnere finn också saker, magoger, häxor, magiker och många andra mörkt magiska varelser.

### Geografi
Salarna är belägna i Underjorden, nära Floden. Efter att Dysterbäcken har svängt av Floden kommer man om man fortsätter åt norr och svänger runt den Bottenlösa virveln kommer man att passera salarna.

### Ingångar
- Den bottenlösa virveln